# 1964 a vasúti közlekedésben
Ez a szócikk a 1964-ben történt vasúti eseményeket mutatja be.

## Események

### Világ
- Október 18-án Japánban megnyílt a Tokió–Oszaka közötti 515 km hosszú, normál nyomtávolságú, nagysebességű Tókaidó Sinkanszen vonal.